# Zenon Gajdzica
Zenon Stanisław Gajdzica (ur. 10 marca 1970 w Wiśle) – polski pedagog, profesor nauk społecznych, profesor nadzwyczajny Wydziału Etnologii i Nauk o Edukacji Uniwersytetu Śląskiego, od 2012 dziekan tego wydziału.

## Życiorys
W 1994 ukończył pedagogiczne na Uniwersytecie Śląskim w Katowicach. Na podstawie rozprawy pt. Funkcje podręcznika w kształceniu uczniów upośledzonych umysłowo w stopniu lekkim napisanej pod kierunkiem Wojciecha Kojsa uzyskał w 2001 na Wydziale Pedagogiki i Psychologii UŚ stopień naukowy doktora nauk humanistycznych w dyscyplinie pedagogika w specjalności pedagogika specjalna. W 2008 na podstawie dorobku naukowego oraz monografii pt. Edukacyjne konteksty bezradności społecznej uczniów z lekkim upośledzeniem umysłowym uzyskał w 2008 na Wydziale Studiów Edukacyjnych Uniwersytetu im. Adama Mickiewicza w Poznaniu stopień doktora habilitowanego nauk humanistycznych w dyscyplinie pedagogika. W 2014 prezydent Bronisław Komorowski nadał mu tytuł naukowy profesora nauk społecznych.
Został profesorem nadzwyczajnym Wydziału Etnologii i Nauk o Edukacji w Cieszynie Uniwersytetu Śląskiego. W 2012 objął stanowisko dziekana tego wydziału. Został także członkiem prezydium Komitetu Nauk Pedagogicznych PAN.